# 見た目問題
見た目問題とは、顔や身体の見た目（外見）ゆえに直面する問題の総称。

## 概要

### 言葉としての発祥
2008年ごろより、特定非営利活動法人マイフェイス・マイスタイルによりされたされ始めた。
2009年ごろより、同団体により『「見た目問題」』（「」を含む）が正式表記として統一されている。
2011年ごろより、毎日新聞や読売新聞、朝日新聞などの紙面上でも用いられている。

### 問題点
当事者の見た目を理由とした偏見や差別、いじめ、当事者自身の見た目へのコンプレックスから起こる対人関係の悩み、引きこもり、孤立など。
また症状によっては身体機能に大きな支障がなく、日常生活には困らない場合や治療の緊急性がないことも多いことから、身体障害者などには該当せず、公的支援の対象とならない事例が多い。

## 歴史
1990年代までは、その見た目に悩む者、差別などに怒る者、子育てなどに苦しむ者などの作文や文章が残っている。
1990年代後期になり、書籍『顔面漂流記』（かもがわ出版）の発行や、ユニークフェイスの発足などから、当事者たちが集まって体験談を語り合うピアカウンセリング、そしてメディアなどに向けた「当事者の側から（中略）伝えようという試み」が積極的に行われ始める。
2000年代には、インターネットの普及も受け、全国的に「患者会」と呼ばれる当事者の団体を立ち上げる運動が盛んになる。2006年にマイフェイス・マイスタイルが発足され、「見た目問題」という言葉の提唱、および当事者会をネットワークとしてつなぐ活動が起こりはじめる。
2013年、2月に日本橋で行われたMFMS・エプソン写真展『ただ、自分らしく』が、読売新聞・朝日新聞・毎日新聞などメディアに取り上げられたほか、NHKハートネットTVでも特集として放送された。

## 関連症状
NPO法人マイフェイス・マイスタイルの公式な記載によると、2013年時点で「見た目問題」に関連する症状の例は下記の通り。
- 単純性血管腫（英語: port-wine stain）（赤あざ）
- 円形脱毛症・脱毛症
- 先天性無毛症（英語: atrichia congenita）
- 太田母斑（眼上顎褐青色母斑、青あざ）
- 口唇口蓋裂
- 熱傷
- ケロイド
- アルビノ
- 顔面神経麻痺
- 白斑
- 斜視
- 眼瞼下垂
- 小耳症
- 先端巨大症（アクロメガリー）
- 表皮水疱症（英語: epidermolysis bullosa）
- 顔面裂（英語: facial cleft）
- レックリングハウゼン病
- 海綿状血管腫（英語: Cavernous hemangioma）
- 苺状血管腫（英語: strawberry hemangioma）
- リンパ管腫
- 乾癬
- 魚鱗癬
- 脂肪腫
- バセドウ病
- トリーチャーコリンズ症候群
- ロンバーグ病（英語: Parry-Romberg syndrome）（顔面片側萎縮症）
- アトピー性皮膚炎
- 交通事故等の傷痕
- 手術後の傷痕